# ヒュー・テイラー
サー・ヒュー・テイラー（Hugh Stott Taylor、1890年2月6日 - 1974年4月17日）はイギリスの化学者で触媒を専門とする。1928年、テイラーは触媒反応は触媒の表面全体で起こるのではなく、触媒表面の活性部位といわれる特定の場所で起こることを見出し、触媒理論を大きく塗り替えた。彼はまた第二次世界大戦中に重水の製造法を考案し、化学反応の解析に安定同位体を使用する草分けとなった。

## 生涯
テイラーはランカシャーのセントヘレンズで1890年に生まれた。リバプール大学に進学し、1909年に学部、1910年に修士課程を卒業した。彼はその後3年間リバプールで働き、その後1年間をストックホルムにあるノーベル研究所のスヴァンテ・アレニウスの下で過ごした。ここでの研究によって、彼は1914年にリバプール大学から博士号を授与された。

## 研究
テイラーは、化学吸着は活性化プロセスでありゆっくり進行することを示した。さらに彼は、活性部位は触媒の表面に点在し、比較的少数の分子で抑制されるという考えを出した。テイラーは、金属表面で反応中間体として水素原子が重要な役割を果たしていると考えた。また彼は酸化クロムの存在下でヘプタンがトルエンに変化することも発見した。

## タンパク質の構造
テイラーらは初めてタンパク質の基本的な二次構造であるαヘリックスのいくらか現実的なモデルを提唱した。ウィリアム・アストベリーによる以前のモデルは物理的に無理があることがハンス・ノイラートにより示されていた。物理的なモデルと化学的な合理性から、テイラーはよりもっともらしいモデルを作り出し、これはライナス・ポーリングやロバート・コリーによって作られた真のモデルとほとんど違わないものだった。彼は1941年のフランクリンメダルの受賞講演で初めてこのモデルを発表し、翌年論文で発表した。

## プリンストンでの研究
テイラーは1914年からプリンストン大学で物理化学の講師として働き始め、1915年に助手となった。1922年には教授に昇進し、1926年には化学科の学科長となり、1951年まで務めた。

## 栄誉・受賞
テイラーは、1932年に王立協会フェローに選出され、ローマ教皇のピウス12世とイギリスのエリザベス2世女王の2人からナイトに叙せられている。1928年ウィリアム・H・ニコルズ賞、1941年ベンジャミン・フランクリン・メダル、1951年レムセン賞、1957年フランクリン・メダル受賞。
プリンストン大学に対するテイラーの貢献に対して寄せられた50万ドルの匿名の寄付により、プリンストン大学にヒュー・ストット・テイラー基金が作られた。
テイラーは熱心なカトリック教徒で、1928年にできたプリンストン大学の礼拝所の建設に尽力した。科学と信仰の調和についても公言している。